# Peter Faber (Schauspieler)

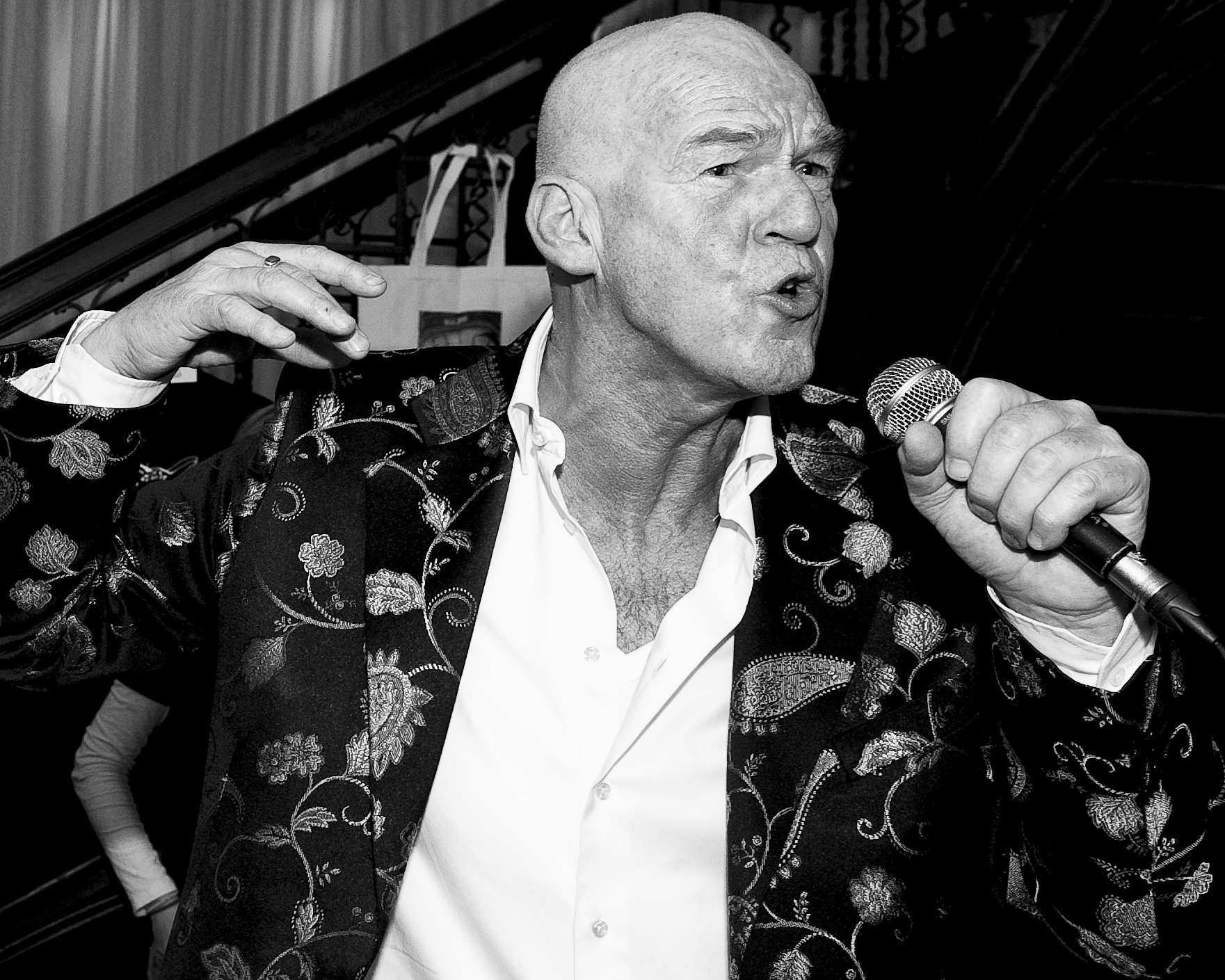
Peter Faber (2010)

Peter Faber (* 9. Oktober 1943 in Schwarzenbach an der Saale, Deutschland) ist ein niederländischer Schauspieler und Komponist.

## Leben
Faber wurde in Deutschland, in Schwarzenbach an der Saale geboren. Im Alter von Sechs Jahren zog er mit seiner Familie nach Amsterdam-Noord. Von seinen Eltern wurde er regelmäßig geschlagen und galt schon in jungen Jahren als rebellisch. Seine Mutter verließ die Familie für einen anderen Mann und sein Vater musste jede Arbeit annehmen, welche verfügbar war. Im Alter von 16 verließ Faber sein Zuhause.
Faber war Mitbegründer vom Het Werkteater und gewann zweimal den Louis d’Or (das niederländische Äquivalent des Tony Awards) als bester Schauspieler für seine Rollen in Het Koekoeksnest und Avondrood.
1976 verkörperte er die Romanfigur Max Havelaar im gleichnamigen Film. Im Jahr 1977 erschienenen starbesetztem Kriegsfilm Die Brücke von Arnheim von Richard Attenborough spielte Peter Faber Arie Dirk Bestebreurtje. Er wirkte ebenfalls in Paul Verhoevens epischem Filmdrama Der Soldat von Oranien desselben Jahres mit. In den 1980ern spielte er die Hauptrolle des John Gisberts im niederländischen Kinokassenschlager Schatjes! und der Fortsetzung Mama is boos!.
Faber trat im Musical De Jantjes (1998), und als Captain Hook im Musical Peter Pan auf. 2007 spielte er seine „one-manshow“ Caveman und die Kindershow Elk kind is Kampioen!. Im Jahr 2018 hatte Faber eine Hauptrolle in der RTL 4 Realityshow Beter Laat Dan Nooit, einem Remake der amerikanischen Sendung Better Late Than Never von NBC, welche auf dem koreanischen Format 꽃보다 할배 (etwa Großvater über Blumen) basiert. In diesem reiste er gemeinsam mit anderen niederländischen Prominenten um die Welt, darunter Gerard Cox, Willibrord Frequin und Barrie Stevens.
Faber lehrt an der Amsterdamse Theaterschool, der Kleinkunst Academie und an der Frank Sanders Musical Academie.

## Filmografie und Theater (Auswahl)
- Warning to Wantons (1948) – unbekannte Rolle (ungenannt)
- Makkers staakt uw wild geraas (1960) – unbekannte Rolle
- Mädchen im Schaufenster (1961) – unbekannte Rolle
- Surprise Surprise (1969) – Liebhaber
- De worstelaar (1970) – unbekannte Rolle
- Das Mädchen Keetje Tippel (1975) – George
- Die Rothaarige (1975) – Gerrit van Buren
- Mens erger je niet (1975) – unbekannte Rolle
- De laatste trein (1975) – unbekannte Rolle
- Toestanden (1976) – unbekannte Rolle
- Alle dagen feest (1976) – Wessel Franken
- Max Havelaar - Meine Tage in der Südsee (1976) – Max Havelaar
- Dokter Vlimmen (1977) – Dokter Vlimmen
- Die Brücke von Arnheim (1977) – Captain Arie Dirk Bestebreurtje
- Der Soldat von Oranien (1977) – Will Dostgaarde
- Prettig weekend, meneer Meijer (Fernsehfilm, 1978) – unbekannte Rolle
- Mysteries (1978) – Karlsen
- Exit 7 (1978) – Marc Dumont
- Camping (1978) – Guus
- De proefkonijnen (1979) – Herman
- Een vrouw als Eva (1979) – Ad
- Mijn vriend (1979) – Jules Depraeter
- Duel in de diepte Fernsehserie – El Loco (1979)
- Het teken van het beest (1980) – Dirk Tabak
- Charlotte (1980) – Frits Blech
- Te gek om los te lopen (1981) – Piet
- Van de koele meren des doods (1982) – Joop
- Een zaak van leven of dood (1983) – Hans Jansonius
- De wil voor de werkelijkheid (1984) – unbekannte Rolle
- Schatjes! (1984) – John Gisberts
- Ciske de Rat (1984) – Father Cor
- Paul Chevrolet en de ultieme hallucinatie (1985) – Leopold/Paul Chevrolet
- Mama is Boos! (1986) – John Gisberts
- Grijpstra en de Gier 2: De Ratelrat (1987) – De Gier
- Mijn vader woont in Rio (1989) – Jacob
- De gulle minnaar (1990) – Peter Heg
- Prettig geregeld Fernsehserie – Joris Huisman (1988–1991)
- Van Gogh's Ear (1992) – Nico
- Heading for England (1993) – Vater von Hans
- Der schwarze See (1993) – Van Bergen Henegouwen
- De club Fernsehserie – Club owner (1995)
- De zeemeerman (1996) – Simon
- Flodder Fernsehserie – Bob (Episode: Inzet, 1997)
- Windkracht 10 television series – Willem (Episode: Geen zee te hoog, 1997)
- Baantjer Fernsehserie – Felix Wolf (Episode: De Cock en de moord op het menu, 1997)
- Baantjer, de film: De Cock en de wraak zonder einde (Fernsehfilm, 1999) – Donald Heerooms
- Verkeerd verbonden Fernsehserie – Theo (Episode: Twee op de wip, 2000)
- Onderweg naar morgen Fernsehserie – Melchior Vehmeijer (2001)
- Sinterklaasjournaal (2002) – Paardendokter Vlimmen
- Séance (2004) – Hypnotiseur
- K3 en het ijsprinsesje (2006) – King Flurkentijn
- M.A.N. (2007) – unbekannte Rolle
- Der kleine Prinz Familientheater (2007) – Pilot
- Van Speijk television series (2006–2007)- Detective Evert Beukering (23 afl.)
- Piet Piraat en het zwaard van Zilvertand (2008) – Kapitein Eksteroog[5]
- Der Mann von La Mancha Musical (2008–2009) – Don Quixote
- De Magische Wereld van Pardoes Fernsehserie (2011) – Grootmeester Almar
- New Kids Nitro – Verteidigungsminister (2011)
- Goede tijden, slechte tijden Fernsehserie – Reinier Veltman (2014)
- Sinterklaasjournaal – Opa Piet (2014–2015)
- De Ludwigs: Sinterklaas Op Slot – Sinterklaas (2018)
- Pfad des Kriegers (2018)